# 첼시 그린

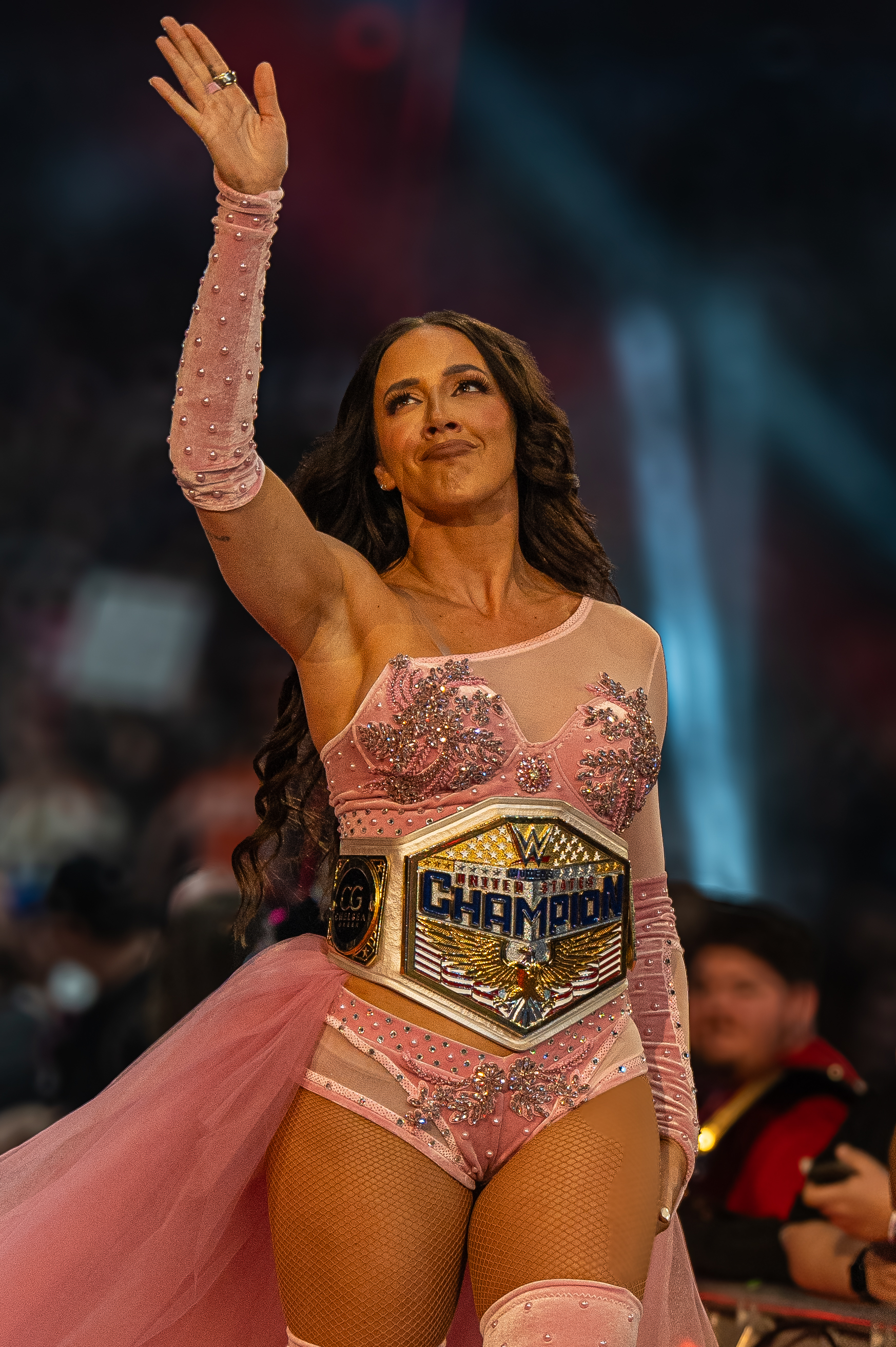
첼시 그린 (2025년)

첼시 그린(Chelsea Green)/첼시 카도나(Chelsea Cardona, 1990년 4월 4일 ~ )는 캐나다의 여자 프로레슬링선수다. 본명은 첼시 앤 카도나(Chelsea Anne Cardona)다. 키는 170cm(5 ft 7 in)에다가 몸무게는 62kg(136 lb)이다. 2014년 프로레슬링 입문으로 그가 TNA 레슬링/임팩트 레슬링 이름이 로렌 반 니스(Laurel Van Ness)라는 가지고 있는 상태다. 그리고 WWE NXT/WWE 이름이 첼시 그린(Chelsea Green)다. 피니쉬는 백십번가 슬램 (딜레이 스파인버스터), 아바다 케다브라(사이드 킥), 벨리 투 백 파일드라이버, 보스 맨 슬램(스피닝 사이드 슬램), 커브 스톰프(런닝 스톰프), 언프리티어(인버티드 더블 언더훅 페이스버스터)로 사용을 한다. 2014년 프로레슬링 입문으로 25세때 시작을 했다. 그러나 캐나다 브리티시 컬럼비아 빅토리아에서 태어났다. 그러나 이 같은 경우 의외로 나이가 어리다. 

## Pofessional wrestling highlights
- Finishing moves
  - 110 Stree Slam (Delayed spinebuster) - 2016-2018
  - Avada Kedavra (Side kick) - 2014-2016
  - Belly-to-back piledriver - 2014-2016
  - Boss Man Slam (Spinning side slam) - 2016-present
  - Curb Stomp (Running stomp, at the head of a kneeling opponent) - 2016-2018
  - Unpretter (Inverted double underhook facebuster) - 2016-present
- Signature moves
  - Armbar
  - Back body drop
  - Baseball slide
  - Big boot
  - Bodyscissors
  - Body slam
  - Diving moonsault plancha
  - Dropkick, sometimes diving
  - La magistral
  - Legsweep DDT
  - Monker flip
  - Russian legsweep
  - Spear
  - Springboard hurricanrana driver
- Wrestlers managed
  - Brian Myers
  - Kongo Kong
  - Matt Cardona
- Managers
  - Allie
  - Maria Kanellis
  - Robert Stone
- Entrance themes
  - "Diva" by Beyoncé (Independent circuit; 2014-2015)
  - "Bang Bang by Jessie J, Ariana Grande & Nicki Minaj (Independent circuit 2015-2016)
  - "Cherry Pie" by Warrant (Independent circuit; 2016-2018)
  - "Forever in My Dreams" by Two Steps from Hell (TNA; 2016-2017; used as a member of the Lady Squad)
  - "Laurel Van Ness" by Dale Oliver (TNA/Impact Wrestling; 2017-2018)
  - "Champions" by Kelly Nova & Miranda Lee Siegersma (WWE NXT/WWE; 2018-2020)
  - "Monster" by Ruth Renee Musgrove (WWE; 2020-2021)
  - "Hot Mess" by Eugene Ormandy feat. Sahaj (Impact Wrestling; 2021-2022)
  - "Monster" by Ruth Renee Musgrove (WWE; 2023)
  - "Hot Mess" by Def Rebel (WWE; 2023-present)

## 수상
- ASW 월드 위민스 인터콘티넨탈 챔피언 (2회)
- ASW 월드 위민스웨이트 챔피언 (1회)
- ASW 월드 위민스웨이트 챔피언 토너먼트 (2015)
- 임팩트 레슬링 월드 넉아웃웨이트 챔피언 (1회)
- 임팩트 넉아웃 월드 태그팀웨이트 챔피언 (1회) - 디오나 퍼라조
- NWA 월드 위민스 인버테이셔널 컵 (2021)
- PCW 월드 위민스웨이트 챔피언 (1회)
- 랭크드 넘버 26 오브 더 탑 50 피멜 싱글즈 레슬링 인 더 PWI 50 피멜 50 인 2017 언드 2019
- PW2.0 월드 태그팀웨이트 챔피언 (1회) - 산타나 가렛
- QOC 월드 태그팀웨이트 챔피언 (1회) - 테일러 헨드릭스
- QOC 월드 태그팀웨이트 토너먼트 (2017) - 테일러 헨드릭스
- WWE 월드 위민스 유나이티드 스테이츠 챔피언 (1회)
- WWE 월드 위민스 태그팀웨이트 챔피언 (1회) - 소냐 드빌 언드 파이퍼 니븐
- WWE 월드 위민스 유나이티드 스테이츠 챔피언 토너먼트 (2024)